# رحيمة موسى
رحيمة موسى (13 أكتوبر/تشرين الأول 1922- 29 مايو/أيّار 1993) هي ناشطة من جنوب إفريقيا. كانت عضوة في منظمتين سياسيتين وهما المؤتمر الهندي الترانسفالي (TIC) والمؤتمر الوطني الأفريقي (ANC) - كلاهما يقاتلان ضد العزل العنصري. لعبت دورًا مهمًا في "الانتفاضة الوطنيّة للنساء" التي جرت في 9 أغسطس 1956. وكانت هذه احتجاجًا على قوانين تصاريح العزل العنصري. كما عملت مسؤولة نقابية (ممثلة نقابة) لإتحاد عمال تعليب الطعام في كيب تاون.

## حياتها
كانت رحيمة موسى إحدى التوائم المتماثلات اللائي ولدن في ستراند خارج كيب تاون في عام 1922. وقد نشأت في بيئة إسلامية متحررة وحضرت مدرسة الطرف الأغر الثانوية في المنطقة السادسة. لقد تركت المدرسة واكتفت بالقليل من التعليم الرسمي. بسبب إنزاعجها من سياسات حكومة الفصل العنصري، قامت هي وشقيقتها التوأم فاطمة بحملة من أجل التغيير. كانت رحيمة مديرة متجر. وفي عام 1951 تزوجت من رفيقها الناشط الدكتور حسن "آيك" محمد موسى الذي سبق أن حوكم بتهمة الخيانة. انتقلوا إلى جوهانسبرج وأنجبوا أربعة أطفال. وكان كلاهما نشيطين للغاية في المؤتمر الهندي لجنوب أفريقيا ولاحقًا في المؤتمر الوطني الأفريقي. لعبوا معًا دورًا في تنظيم مسيرة عام 1955، وكانت أيضًا في طليعة مسيرة يوم المرأة التي تمثل المرأة الهندية خلال الفصل العنصري في مؤتمر الشعب وميثاق الحرية. قادت رحيمة وصوفيا دي بروين وهيلين جوزيف وليليان نغوي مسيرة 20 ألف امرأة في 9 أغسطس 1956 للتظاهر ضد زيادة تعزيز قوانين المرور. ويتم الآن الاحتفال بهذا اليوم سنويًا باعتباره اليوم الوطني للمرأة.
رُصدت رحيمة موسى من قبل نظام العزل العنصري على الرغم من إصابتها بمرض بعد نوبة قلبية في الستينيات. توفيت في 26 مايو 1993، قبل عام واحد من أول انتخابات ديمقراطية في جنوب أفريقيا عام 1994. وظل زوجها وأبناؤها نشطين في المؤتمر الوطني الأفريقي بعد وفاتها.
في عام 2008 سُمي مستشفى رحيمة موسى للأمومة والطفولة باسمها تكريما لها.